# Conseil national irano-américain
Le Conseil national irano-américain (CNIA, ou NIAC National Iranian American Council) est une organisation 501c3 basée à Washington fondée en 2002, qui poursuit comme objectif officiel le soutien aux intérêts des Irano-Américains. Selon le CNIA, « le CNIA apporte des ressources, des connaissances et des outils pour permettre une plus grande participation civique des Irano-Américains afin que ces derniers puissent informer leurs élus » à propos des sujets qui les concernent.

## Positions
Le site du CNIA indique que ses positions politiques sont déterminées à partir de la participation de ses membres à un sondage qui définit les priorités. Par conséquent, le CNIA indique qu'il s'oppose à un conflit militaire avec l'Iran et soutient une résolution pacifique du conflit entre les États-Unis et l'Iran avec une stratégie qui implique un engagement diplomatique. Le CNIA indique "un conflit militaire mettrait en péril un avenir démocratique en Iran, dévasterait le mouvement démocratique et des droits de l'homme en Iran, porterait atteinte à la sécurité nationale américaine, et renforcerait les partisans des solutions extrêmes au sein du gouvernement en Iran.". L'organisation se félicite de l'accord de Genève entre l'Iran et les cinq membres permanents du Conseil de Sécurité de l'ONU plus l'Allemagne (le groupe des 5+1) au sujet de la crise du programme nucléaire iranien.

### Droits de la personne
Le CNIA a pris une position ferme à plusieurs reprises contre les abus sur les droits de la personne en Iran. Lors de l’élection 2009, le CNIA a participé à la diffusion des vidéos et des témoignages des manifestations du Mouvement Vert et de la répression qui a fait suite à l’élection de Mahmoud Ahmadinejad.
L’organisation est également active en ce qui concerne la mise en avant de ces abus devant le Congres américain. Le CNIA a organisé plusieurs conférences pour mettre en avant une stratégie qui insiste sur les abus des droits de la personne en Iran plutôt qu’une stratégie qui se focalise uniquement sur le dossier du nucléaire. 

### Sanctions
Le CNIA estime qu’une nouvelle approche qui exclut des sanctions non ciblées est nécessaire. Le président du CNIA, Trita Parsi, et le directeur de recherche, Reza Marashi, soutiennent que les sanctions sont paralysantes mais qu’elles touchent davantage la population iranienne que ses dirigeants.  Par ailleurs, ils expliquent que les sanctions n’ont pas ralenti le programme nucléaire de Téhéran :
« Après plus d'une décennie de politiques coercitives, le bilan est clair: l'Iran est de plus en plus en train de payer un prix très lourd pour son programme nucléaire. Paralysantes, les sanctions imposées sans discernement font dérailler l'économie iranienne et sa société civile. Même si les sanctions sont levées, cela pourrait prendre des années avant que l'Iran ne se remette des dommages qu'il a absorbés. En même temps, toute cette souffrance n'a pas eu d'impact considérable sur les calculs nucléaires de l'Iran. En réalité, le programme iranien a progressé et franchi plusieurs étapes importantes au cours de cette période. En 2002, l'Iran comptait moins de quelques dizaines de centrifugeuses, pas de stock d'uranium enrichi et des connaissances limitées sur le processus. Aujourd'hui, il a environ 10 000 centrifugeuses, un stock de plusieurs milliers de kilogrammes d'uranium enrichi, et la connaissance du cycle du combustible nucléaire qui ne peut tout simplement pas être "désenseigné". Il y a maintenant des années que tout espoir d'éliminer le programme d'enrichissement de l'Iran a été perdu. En bref, l'approche coercitive n'obtient pas le succès qui lui est vanté. » 
Le CNIA estime que les sanctions non ciblées ont pour effet d’escalader les tensions et risquent de mener à un affrontement militaire au lieu de trouver un accord sur le dossier du nucléaire iranien. 
Par ailleurs, le CNIA insiste pour que les sanctions qui ne sont pas en rapport au programme nucléaire et qui affectent les citoyens iraniens soient levées, comme les sanctions qui interdisent les compagnies américaines de fournir des pièces détachées nécessaires aux avions civils en Iran. 

### Discrimination et immigration
Le CNIA promeut les politiques américaines qui combattent toute forme de discrimination ainsi que celles qui facilitent l’immigration des Iraniens aux États-Unis. L’organisation a soutenu et salué la décision de l’administration Obama pour l’abrogation de la politique du visa à entrée unique qui interdisait aux étudiants iraniens étudiant aux États-Unis de retourner sur le territoire américain après être sortis du pays. Le CNIA a été également très actif concernant l’affaire d’une Américaine d’origine iranienne qui s'était fait interdire l’achat d’un iPad dans un Apple Store pour avoir parlé persan; le CNIA a adressé une lettre au président d’Apple, Tim Cook, afin que la compagnie américaine clarifie sa position et présente des excuses.

## Autres
Le président du CNIA, Trita Parsi, a salué le 19 mars 2009 le message du président Barack Obama adressé à l'Iran à l'occasion de Norouz, le Nouvel an iranien, affirmant qu'il mettait fin à une « relation destructive d'inimitié de 30 ans ».
Alexander Patico, cofondateur du CNIA, est aussi membre du CASMII (Campaign Against Sanctions and Military Intervention in Iran (en)), formé en 2005 afin de s'opposer à la politique de l'administration Bush intégrant l'Iran parmi les pays de l'« Axe du Mal »,. Le CASMII a été critiqué par la coalition de gauche Hands Off the People of Iran (en), qui l'accuse de soutenir les réformistes du régime iranien (dans la lignée de Khatami) et de refuser la possibilité de s'opposer à la fois à une éventuelle intervention militaire contre l'Iran et au régime des mollahs
LE CNIA reçoit uniquement des fonds d'une organisation indépendante (le Ploughshares Fund (en)) et de ses membres.

## Membres du Board of Advisors
Parmi les conseillers du CNIA, figurent :
- Tom Pickering (en) (sous-secrétaire d'État, ancien ambassadeur à Salvador et ailleurs, qui a joué un rôle mineur dans le scandale Iran-Contra[13])
- Wayne Gilchrest (en) (ancien député républicain, modéré, du Maryland)
- Jim Moody (en) (ancien député démocrate du Wisconsin)
- Maz Jobrani (acteur irano-américain qui a participé au Axis of Evil Comedy Tour (en))
- Reza Aslan (écrivain et analyste du Moyen-Orient pour CBS News, exilé aux États-Unis depuis 1979, détenteur d'un master en théologie de la Harvard Divinity School)
- R.K. Ramazani (professeur)
- Cyrus Mehri (avocat qui a gagné plusieurs recours collectifs (class actions) pour discrimination raciale contre de grosses entreprises, dont Texaco en 1996 et Coca-Cola en 2000[14])
- Mehrzad Boroujerdi (professeur)
- Houchang Chehabi (professeur à l'Université de Boston[15])
- Juan Cole (professeur à l'Université du Michigan, intervient dans divers médias sur le Moyen-Orient)
- Farideh Farhi (professeur, a vécu et travaillé en Iran de 1991 à 1998[16])
- Ahmad Karimi-Hakkak (en) (professeur iranologue à l'Université du Maryland)
- Ahmad Sadri (membre du courant iranien des réformateurs)
- Alex Patico (cofondateur du CNIA, membre du conseil d'administration du CASMII, ou « Campagne contre les sanctions et l'intervention militaire en Iran »[8])